# Eleições presidenciais portuguesas de 2016 no distrito de Faro
| Eleições presidenciais portuguesas de 2016 Distritos: Aveiro \| Beja \| Braga \| Bragança \| Castelo Branco \| Coimbra \| Évora \| Faro \| Guarda \| Leiria \| Lisboa \| Portalegre \| Porto \| Santarém \| Setúbal \| Viana do Castelo \| Vila Real \| Viseu \| Açores \| Madeira \| Estrangeiro |

## Resultados por Concelho
Os resultados nos concelhos do Distrito de Faro foram os seguintes:

### Albufeira
| Candidato               | Candidato                | Votos  | %               |
| ----------------------- | ------------------------ | ------ | --------------- |
|                         | Marcelo Rebelo de Sousa  | 6 807  | 52,45 / 100,00  |
|                         | António Sampaio da Nóvoa | 2 660  | 20,50 / 100,00  |
|                         | Marisa Matias            | 1 707  | 13,15 / 100,00  |
|                         | Maria de Belém Roseira   | 548    | 4,22 / 100,00   |
|                         | Vitorino Silva           | 438    | 3,37 / 100,00   |
|                         | Paulo de Morais          | 358    | 2,76 / 100,00   |
|                         | Edgar Silva              | 323    | 2,49 / 100,00   |
|                         | Henrique Neto            | 79     | 0,61 / 100,00   |
|                         | Jorge Sequeira           | 31     | 0,24 / 100,00   |
|                         | Cândido Ferreira         | 27     | 0,21 / 100,00   |
| Votos Inválidos         | Votos Inválidos          | 314    | 2,36 / 100,00   |
| Total                   | Total                    | 13 292 | 100,00 / 100,00 |
| Eleitorado/Participação | Eleitorado/Participação  | 33 062 | 40,20 / 100,00  |

| Freguesia                 | %     | %     | %     | %    | %    | %    | %    | %    | %    | %    | Votantes |
| Freguesia                 | MRS   | ASN   | MM    | MBR  | VS   | PM   | ES   | HN   | JS   | CF   | Votantes |
| ------------------------- | ----- | ----- | ----- | ---- | ---- | ---- | ---- | ---- | ---- | ---- | -------- |
| Albufeira e Olhos de Água | 53,88 | 20,09 | 12,27 | 4,34 | 3,04 | 2,87 | 2,53 | 0,57 | 0,25 | 0,16 | 8 266    |
| Ferreiras                 | 49,76 | 21,49 | 14,79 | 3,72 | 3,85 | 2,90 | 2,33 | 0,61 | 0,26 | 0,30 | 2 373    |
| Guia                      | 51,71 | 20,15 | 13,16 | 4,90 | 3,85 | 2,52 | 2,17 | 1,19 | 0,21 | 0,14 | 1 469    |
| Paderne                   | 48,74 | 21,76 | 16,10 | 3,57 | 4,18 | 2,00 | 2,87 | 0,17 | 0,17 | 0,44 | 1 184    |
| Albufeira                 | 52,45 | 20,50 | 13,15 | 4,22 | 3,37 | 2,76 | 2,49 | 0,61 | 0,24 | 0,21 | 13 292   |

### Alcoutim
| Candidato               | Candidato                | Votos | %               |
| ----------------------- | ------------------------ | ----- | --------------- |
|                         | Marcelo Rebelo de Sousa  | 623   | 49,29 / 100,00  |
|                         | António Sampaio da Nóvoa | 339   | 26,82 / 100,00  |
|                         | Maria de Belém Roseira   | 104   | 8,23 / 100,00   |
|                         | Marisa Matias            | 102   | 8,07 / 100,00   |
|                         | Edgar Silva              | 45    | 3,56 / 100,00   |
|                         | Vitorino Silva           | 23    | 1,82 / 100,00   |
|                         | Henrique Neto            | 11    | 0,87 / 100,00   |
|                         | Paulo de Morais          | 9     | 0,71 / 100,00   |
|                         | Cândido Ferreira         | 5     | 0,40 / 100,00   |
|                         | Jorge Sequeira           | 3     | 0,24 / 100,00   |
| Votos Inválidos         | Votos Inválidos          | 35    | 2,69 / 100,00   |
| Total                   | Total                    | 1 299 | 100,00 / 100,00 |
| Eleitorado/Participação | Eleitorado/Participação  | 2 626 | 49,47 / 100,00  |

| Freguesia          | %     | %     | %     | %     | %    | %    | %    | %    | %    | %    | Votantes |
| Freguesia          | MRS   | ASN   | MBR   | MM    | ES   | VS   | HN   | PM   | CF   | JS   | Votantes |
| ------------------ | ----- | ----- | ----- | ----- | ---- | ---- | ---- | ---- | ---- | ---- | -------- |
| Alcoutim e Pereiro | 42,21 | 28,99 | 9,66  | 11,24 | 4,73 | 1,18 | 0,59 | 0,79 | 0,39 | 0,20 | 525      |
| Giões              | 54,95 | 23,42 | 5,41  | 6,31  | 6,31 | 1,80 | 0    | 1,80 | 0    | 0    | 114      |
| Martim Longo       | 59,16 | 22,96 | 6,40  | 5,74  | 2,43 | 1,55 | 0,66 | 0,44 | 0,44 | 0,22 | 463      |
| Vaqueiros          | 41,45 | 32,12 | 10,36 | 6,22  | 1,55 | 4,15 | 2,59 | 0,52 | 0,52 | 0,52 | 197      |
| Alcoutim           | 49,29 | 26,82 | 8,23  | 8,07  | 3,56 | 1,82 | 0,87 | 0,71 | 0,40 | 0,24 | 1 299    |

### Aljezur
| Candidato               | Candidato                | Votos | %               |
| ----------------------- | ------------------------ | ----- | --------------- |
|                         | Marcelo Rebelo de Sousa  | 707   | 37,19 / 100,00  |
|                         | António Sampaio da Nóvoa | 537   | 28,25 / 100,00  |
|                         | Marisa Matias            | 279   | 14,68 / 100,00  |
|                         | Maria de Belém Roseira   | 115   | 6,05 / 100,00   |
|                         | Vitorino Silva           | 92    | 4,84 / 100,00   |
|                         | Edgar Silva              | 86    | 4,52 / 100,00   |
|                         | Paulo de Morais          | 52    | 2,74 / 100,00   |
|                         | Henrique Neto            | 17    | 0,89 / 100,00   |
|                         | Cândido Ferreira         | 10    | 0,53 / 100,00   |
|                         | Jorge Sequeira           | 6     | 0,32 / 100,00   |
| Votos Inválidos         | Votos Inválidos          | 66    | 3,36 / 100,00   |
| Total                   | Total                    | 1 967 | 100,00 / 100,00 |
| Eleitorado/Participação | Eleitorado/Participação  | 4 094 | 48,05 / 100,00  |

| Freguesia | %     | %     | %     | %    | %    | %    | %    | %    | %    | %    | Votantes |
| Freguesia | MRS   | ASN   | MM    | MBR  | VS   | ES   | PM   | HN   | CF   | JS   | Votantes |
| --------- | ----- | ----- | ----- | ---- | ---- | ---- | ---- | ---- | ---- | ---- | -------- |
| Aljezur   | 40,23 | 27,00 | 14,51 | 5,87 | 4,70 | 3,31 | 2,77 | 0,96 | 0,21 | 0,43 | 960      |
| Bordeira  | 40,16 | 25,20 | 11,81 | 4,72 | 4,72 | 7,09 | 1,57 | 1,57 | 2,36 | 0,79 | 130      |
| Odeceixe  | 33,88 | 29,00 | 15,18 | 4,61 | 4,07 | 8,94 | 3,25 | 0,27 | 0,54 | 0,27 | 393      |
| Rogil     | 32,91 | 30,98 | 15,38 | 7,91 | 5,77 | 2,78 | 2,56 | 1,07 | 0,64 | 0    | 484      |
| Aljezur   | 37,19 | 28,25 | 14,68 | 6,05 | 4,84 | 4,52 | 2,74 | 0,89 | 0,53 | 0,32 | 1 967    |

### Castro Marim
| Candidato               | Candidato                | Votos | %               |
| ----------------------- | ------------------------ | ----- | --------------- |
|                         | Marcelo Rebelo de Sousa  | 1 131 | 45,44 / 100,00  |
|                         | António Sampaio da Nóvoa | 698   | 28,04 / 100,00  |
|                         | Marisa Matias            | 300   | 12,05 / 100,00  |
|                         | Maria de Belém Roseira   | 133   | 5,34 / 100,00   |
|                         | Edgar Silva              | 79    | 3,17 / 100,00   |
|                         | Vitorino Silva           | 62    | 2,49 / 100,00   |
|                         | Paulo de Morais          | 52    | 2,09 / 100,00   |
|                         | Henrique Neto            | 19    | 0,76 / 100,00   |
|                         | Cândido Ferreira         | 9     | 0,36 / 100,00   |
|                         | Jorge Sequeira           | 6     | 0,24 / 100,00   |
| Votos Inválidos         | Votos Inválidos          | 58    | 2,28 / 100,00   |
| Total                   | Total                    | 2 547 | 100,00 / 100,00 |
| Eleitorado/Participação | Eleitorado/Participação  | 5 799 | 43,92 / 100,00  |

| Freguesia    | %     | %     | %     | %     | %    | %    | %    | %    | %    | %    | Votantes |
| Freguesia    | MRS   | ASN   | MM    | MBR   | ES   | VS   | PM   | HN   | CF   | JS   | Votantes |
| ------------ | ----- | ----- | ----- | ----- | ---- | ---- | ---- | ---- | ---- | ---- | -------- |
| Altura       | 47,40 | 29,91 | 10,14 | 4,06  | 2,28 | 2,41 | 2,53 | 0,89 | 0,25 | 0,13 | 803      |
| Azinhal      | 55,36 | 23,66 | 7,14  | 5,80  | 3,13 | 1,79 | 1,34 | 1,34 | 0,45 | 0    | 232      |
| Castro Marim | 42,82 | 27,29 | 15,53 | 4,62  | 3,78 | 2,69 | 2,18 | 0,50 | 0,34 | 0,25 | 1 218    |
| Odeleite     | 43,16 | 29,47 | 6,67  | 11,58 | 3,16 | 2,46 | 1,05 | 1,05 | 0,70 | 0,70 | 294      |
| Castro Marim | 45,44 | 28,04 | 12,05 | 5,34  | 3,17 | 2,49 | 2,09 | 0,76 | 0,36 | 0,24 | 2 547    |

### Faro
| Candidato               | Candidato                | Votos  | %               |
| ----------------------- | ------------------------ | ------ | --------------- |
|                         | Marcelo Rebelo de Sousa  | 12 093 | 46,68 / 100,00  |
|                         | António Sampaio da Nóvoa | 6 782  | 26,18 / 100,00  |
|                         | Marisa Matias            | 3 326  | 12,84 / 100,00  |
|                         | Maria de Belém Roseira   | 1 002  | 3,87 / 100,00   |
|                         | Edgar Silva              | 959    | 3,70 / 100,00   |
|                         | Paulo de Morais          | 898    | 3,47 / 100,00   |
|                         | Vitorino Silva           | 557    | 2,15 / 100,00   |
|                         | Henrique Neto            | 189    | 0,73 / 100,00   |
|                         | Jorge Sequeira           | 57     | 0,22 / 100,00   |
|                         | Cândido Ferreira         | 43     | 0,17 / 100,00   |
| Votos Inválidos         | Votos Inválidos          | 545    | 2,06 / 100,00   |
| Total                   | Total                    | 26 451 | 100,00 / 100,00 |
| Eleitorado/Participação | Eleitorado/Participação  | 55 879 | 47,34 / 100,00  |

| Freguesia             | %     | %     | %     | %    | %    | %    | %    | %    | %    | %    | Votantes |
| Freguesia             | MRS   | ASN   | MM    | MBR  | ES   | PM   | VS   | HN   | JS   | CF   | Votantes |
| --------------------- | ----- | ----- | ----- | ---- | ---- | ---- | ---- | ---- | ---- | ---- | -------- |
| Conceição e Estoi     | 47,42 | 22,59 | 14,31 | 4,76 | 3,72 | 2,58 | 3,45 | 0,44 | 0,27 | 0,47 | 3 071    |
| Faro (Sé e São Pedro) | 45,93 | 27,60 | 12,88 | 3,80 | 3,47 | 3,51 | 1,77 | 0,71 | 0,20 | 0,13 | 18 557   |
| Montenegro            | 50,28 | 23,27 | 12,26 | 3,00 | 2,58 | 4,44 | 2,58 | 1,14 | 0,36 | 0,09 | 3 410    |
| Santa Bárbara de Nexe | 46,23 | 22,21 | 10,52 | 4,93 | 9,51 | 2,47 | 3,27 | 0,65 | 0,07 | 0,15 | 1 413    |
| Faro                  | 46,68 | 26,18 | 12,84 | 3,87 | 3,70 | 3,47 | 2,15 | 0,73 | 0,22 | 0,17 | 26 451   |

### Lagoa
| Candidato               | Candidato                | Votos  | %               |
| ----------------------- | ------------------------ | ------ | --------------- |
|                         | Marcelo Rebelo de Sousa  | 3 937  | 46,61 / 100,00  |
|                         | António Sampaio da Nóvoa | 1 854  | 21,95 / 100,00  |
|                         | Marisa Matias            | 1 360  | 16,10 / 100,00  |
|                         | Maria de Belém Roseira   | 390    | 4,62 / 100,00   |
|                         | Edgar Silva              | 295    | 3,49 / 100,00   |
|                         | Paulo de Morais          | 258    | 3,05 / 100,00   |
|                         | Vitorino Silva           | 238    | 2,82 / 100,00   |
|                         | Henrique Neto            | 60     | 0,71 / 100,00   |
|                         | Cândido Ferreira         | 28     | 0,33 / 100,00   |
|                         | Jorge Sequeira           | 27     | 0,32 / 100,00   |
| Votos Inválidos         | Votos Inválidos          | 194    | 2,24 / 100,00   |
| Total                   | Total                    | 8 641  | 100,00 / 100,00 |
| Eleitorado/Participação | Eleitorado/Participação  | 18 247 | 47,36 / 100,00  |

| Freguesia          | %     | %     | %     | %    | %    | %    | %    | %    | %    | %    | Votantes |
| Freguesia          | MRS   | ASN   | MM    | MBR  | ES   | PM   | VS   | HN   | CF   | JS   | Votantes |
| ------------------ | ----- | ----- | ----- | ---- | ---- | ---- | ---- | ---- | ---- | ---- | -------- |
| Estômbar e Parchal | 42,94 | 23,81 | 17,49 | 4,62 | 3,87 | 2,86 | 3,20 | 0,52 | 0,38 | 0,32 | 3 534    |
| Ferragudo          | 40,18 | 28,16 | 17,65 | 4,26 | 4,76 | 2,25 | 1,63 | 0,50 | 0,38 | 0,25 | 810      |
| Lagoa e Carvoeiro  | 50,76 | 19,70 | 14,33 | 4,54 | 3,28 | 3,20 | 2,46 | 1,03 | 0,31 | 0,40 | 3 604    |
| Porches            | 51,47 | 16,76 | 16,32 | 5,44 | 1,18 | 4,26 | 4,12 | 0,29 | 0,15 | 0    | 693      |
| Lagoa              | 46,61 | 21,95 | 16,10 | 4,62 | 3,49 | 3,05 | 2,82 | 0,71 | 0,33 | 0,32 | 8 641    |

### Lagos
| Candidato               | Candidato                | Votos  | %               |
| ----------------------- | ------------------------ | ------ | --------------- |
|                         | Marcelo Rebelo de Sousa  | 4 425  | 42,61 / 100,00  |
|                         | António Sampaio da Nóvoa | 2 737  | 26,36 / 100,00  |
|                         | Marisa Matias            | 1 585  | 15,26 / 100,00  |
|                         | Maria de Belém Roseira   | 501    | 4,82 / 100,00   |
|                         | Edgar Silva              | 380    | 3,66 / 100,00   |
|                         | Paulo de Morais          | 364    | 3,51 / 100,00   |
|                         | Vitorino Silva           | 273    | 2,63 / 100,00   |
|                         | Henrique Neto            | 72     | 0,69 / 100,00   |
|                         | Cândido Ferreira         | 28     | 0,27 / 100,00   |
|                         | Jorge Sequeira           | 20     | 0,19 / 100,00   |
| Votos Inválidos         | Votos Inválidos          | 249    | 2,35 / 100,00   |
| Total                   | Total                    | 10 634 | 100,00 / 100,00 |
| Eleitorado/Participação | Eleitorado/Participação  | 23 398 | 45,45 / 100,00  |

| Freguesia                     | %     | %     | %     | %    | %    | %    | %    | %    | %    | %    | Votantes |
| Freguesia                     | MRS   | ASN   | MM    | MBR  | ES   | PM   | VS   | HN   | CF   | JS   | Votantes |
| ----------------------------- | ----- | ----- | ----- | ---- | ---- | ---- | ---- | ---- | ---- | ---- | -------- |
| Bensafrim e Barão de São João | 38,92 | 27,17 | 16,52 | 5,75 | 4,16 | 2,33 | 3,55 | 0,73 | 0,49 | 0,37 | 836      |
| Luz                           | 41,90 | 26,87 | 16,63 | 5,33 | 2,13 | 3,20 | 2,67 | 0,53 | 0,64 | 0,11 | 954      |
| Odiáxere                      | 43,14 | 22,70 | 15,07 | 6,91 | 4,95 | 3,92 | 2,58 | 0,41 | 0    | 0,31 | 999      |
| São Gonçalo de Lagos          | 43,02 | 26,67 | 14,98 | 4,40 | 3,63 | 3,62 | 2,53 | 0,74 | 0,23 | 0,17 | 7 845    |
| Lagos                         | 42,61 | 26,36 | 15,26 | 4,82 | 3,66 | 3,51 | 2,63 | 0,69 | 0,27 | 0,19 | 10 634   |

### Loulé
| Candidato               | Candidato                | Votos  | %               |
| ----------------------- | ------------------------ | ------ | --------------- |
|                         | Marcelo Rebelo de Sousa  | 13 004 | 55,77 / 100,00  |
|                         | António Sampaio da Nóvoa | 4 943  | 21,20 / 100,00  |
|                         | Marisa Matias            | 2 526  | 10,83 / 100,00  |
|                         | Maria de Belém Roseira   | 896    | 3,84 / 100,00   |
|                         | Vitorino Silva           | 601    | 2,58 / 100,00   |
|                         | Paulo de Morais          | 548    | 2,35 / 100,00   |
|                         | Edgar Silva              | 508    | 2,18 / 100,00   |
|                         | Henrique Neto            | 179    | 0,77 / 100,00   |
|                         | Cândido Ferreira         | 57     | 0,24 / 100,00   |
|                         | Jorge Sequeira           | 55     | 0,24 / 100,00   |
| Votos Inválidos         | Votos Inválidos          | 599    | 2,51 / 100,00   |
| Total                   | Total                    | 23 916 | 100,00 / 100,00 |
| Eleitorado/Participação | Eleitorado/Participação  | 57 452 | 41,63 / 100,00  |

| Freguesia               | %     | %     | %     | %    | %    | %    | %    | %    | %    | %    | Votantes |
| Freguesia               | MRS   | ASN   | MM    | MBR  | VS   | PM   | ES   | HN   | CF   | JS   | Votantes |
| ----------------------- | ----- | ----- | ----- | ---- | ---- | ---- | ---- | ---- | ---- | ---- | -------- |
| Almancil                | 60,75 | 17,52 | 9,32  | 3,90 | 2,83 | 1,75 | 2,49 | 0,84 | 0,27 | 0,34 | 3 046    |
| Alte                    | 39,73 | 28,72 | 13,42 | 8,99 | 3,89 | 1,48 | 2,82 | 0,54 | 0    | 0,40 | 770      |
| Ameixial                | 45,67 | 39,90 | 3,37  | 4,33 | 1,92 | 0,96 | 0,96 | 2,40 | 0    | 0,48 | 213      |
| Boliqueime              | 62,49 | 15,62 | 8,96  | 4,37 | 3,86 | 1,90 | 1,57 | 0,45 | 0,34 | 0,45 | 1 858    |
| Loulé (São Clemente)    | 49,84 | 26,03 | 11,44 | 3,72 | 2,61 | 2,74 | 2,56 | 0,67 | 0,23 | 0,16 | 6 321    |
| Loulé (São Sebastião)   | 59,21 | 19,67 | 9,95  | 3,03 | 2,11 | 2,37 | 2,26 | 0,92 | 0,15 | 0,33 | 2 779    |
| Quarteira               | 59,99 | 18,14 | 11,27 | 2,86 | 1,99 | 2,73 | 1,80 | 0,83 | 0,24 | 0,14 | 6 759    |
| Querença, Tôr e Benafim | 51,47 | 23,17 | 10,92 | 6,74 | 2,75 | 1,14 | 2,18 | 1,04 | 0,38 | 0,19 | 1 080    |
| Salir                   | 47,42 | 24,84 | 13,78 | 5,15 | 3,37 | 2,16 | 2,06 | 0,47 | 0,47 | 0,28 | 1 090    |
| Loulé                   | 55,77 | 21,20 | 10,83 | 3,84 | 2,58 | 2,35 | 2,18 | 0,77 | 0,24 | 0,24 | 23 916   |

### Monchique
| Candidato               | Candidato                | Votos | %               |
| ----------------------- | ------------------------ | ----- | --------------- |
|                         | Marcelo Rebelo de Sousa  | 1 284 | 45,15 / 100,00  |
|                         | António Sampaio da Nóvoa | 729   | 25,63 / 100,00  |
|                         | Marisa Matias            | 381   | 13,40 / 100,00  |
|                         | Maria de Belém Roseira   | 155   | 5,45 / 100,00   |
|                         | Edgar Silva              | 110   | 3,87 / 100,00   |
|                         | Vitorino Silva           | 81    | 2,85 / 100,00   |
|                         | Paulo de Morais          | 47    | 1,65 / 100,00   |
|                         | Henrique Neto            | 29    | 1,02 / 100,00   |
|                         | Cândido Ferreira         | 21    | 0,74 / 100,00   |
|                         | Jorge Sequeira           | 7     | 0,25 / 100,00   |
| Votos Inválidos         | Votos Inválidos          | 104   | 3,53 / 100,00   |
| Total                   | Total                    | 2 948 | 100,00 / 100,00 |
| Eleitorado/Participação | Eleitorado/Participação  | 4 840 | 60,91 / 100,00  |

| Freguesia | %     | %     | %     | %    | %    | %    | %    | %    | %    | %    | Votantes |
| Freguesia | MRS   | ASN   | MM    | MBR  | ES   | VS   | PM   | HN   | CF   | JS   | Votantes |
| --------- | ----- | ----- | ----- | ---- | ---- | ---- | ---- | ---- | ---- | ---- | -------- |
| Alferce   | 41,18 | 31,18 | 7,65  | 5,29 | 4,12 | 4,12 | 2,35 | 1,76 | 1,76 | 0,59 | 179      |
| Marmelete | 56,23 | 17,39 | 13,33 | 6,09 | 2,90 | 1,45 | 0,87 | 0,58 | 0,58 | 0,58 | 362      |
| Monchique | 43,80 | 26,45 | 13,83 | 5,57 | 3,99 | 2,96 | 1,76 | 1,03 | 0,64 | 0,17 | 2 407    |
| Monchique | 45,15 | 25,63 | 13,40 | 5,45 | 3,87 | 2,85 | 1,65 | 1,02 | 0,74 | 0,25 | 2 948    |

### Olhão
| Candidato               | Candidato                | Votos  | %               |
| ----------------------- | ------------------------ | ------ | --------------- |
|                         | Marcelo Rebelo de Sousa  | 6 639  | 45,38 / 100,00  |
|                         | António Sampaio da Nóvoa | 3 355  | 22,93 / 100,00  |
|                         | Marisa Matias            | 2 451  | 16,75 / 100,00  |
|                         | Maria de Belém Roseira   | 626    | 4,28 / 100,00   |
|                         | Edgar Silva              | 556    | 3,80 / 100,00   |
|                         | Paulo de Morais          | 430    | 2,94 / 100,00   |
|                         | Vitorino Silva           | 393    | 2,69 / 100,00   |
|                         | Henrique Neto            | 102    | 0,70 / 100,00   |
|                         | Jorge Sequeira           | 42     | 0,29 / 100,00   |
|                         | Cândido Ferreira         | 35     | 0,24 / 100,00   |
| Votos Inválidos         | Votos Inválidos          | 348    | 2,32 / 100,00   |
| Total                   | Total                    | 14 977 | 100,00 / 100,00 |
| Eleitorado/Participação | Eleitorado/Participação  | 37 545 | 39,89 / 100,00  |

| Freguesia             | %     | %     | %     | %    | %    | %    | %    | %    | %    | %    | Votantes |
| Freguesia             | MRS   | ASN   | MM    | MBR  | ES   | PM   | VS   | HN   | JS   | CF   | Votantes |
| --------------------- | ----- | ----- | ----- | ---- | ---- | ---- | ---- | ---- | ---- | ---- | -------- |
| Moncarapacho e Fuseta | 47,25 | 21,69 | 16,74 | 4,77 | 3,16 | 2,22 | 2,61 | 0,97 | 0,41 | 0,18 | 3 496    |
| Olhão                 | 42,91 | 25,28 | 16,86 | 4,09 | 4,41 | 2,86 | 2,45 | 0,67 | 0,22 | 0,26 | 4 737    |
| Pechão                | 46,68 | 21,58 | 16,43 | 3,51 | 4,78 | 3,36 | 2,91 | 0,52 | 0    | 0,22 | 1 362    |
| Quelfes               | 46,01 | 22,03 | 16,75 | 4,32 | 3,43 | 3,37 | 2,89 | 0,59 | 0,34 | 0,27 | 5 382    |
| Olhão                 | 45,38 | 22,93 | 16,75 | 4,28 | 3,80 | 2,94 | 2,69 | 0,70 | 0,29 | 0,24 | 14 977   |

### Portimão
| Candidato               | Candidato                | Votos  | %               |
| ----------------------- | ------------------------ | ------ | --------------- |
|                         | Marcelo Rebelo de Sousa  | 9 669  | 46,31 / 100,00  |
|                         | António Sampaio da Nóvoa | 4 916  | 23,55 / 100,00  |
|                         | Marisa Matias            | 3 124  | 14,96 / 100,00  |
|                         | Maria de Belém Roseira   | 910    | 4,36 / 100,00   |
|                         | Paulo de Morais          | 852    | 4,08 / 100,00   |
|                         | Edgar Silva              | 627    | 3,00 / 100,00   |
|                         | Vitorino Silva           | 564    | 2,70 / 100,00   |
|                         | Henrique Neto            | 128    | 0,61 / 100,00   |
|                         | Jorge Sequeira           | 45     | 0,22 / 100,00   |
|                         | Cândido Ferreira         | 43     | 0,21 / 100,00   |
| Votos Inválidos         | Votos Inválidos          | 456    | 2,13 / 100,00   |
| Total                   | Total                    | 21 334 | 100,00 / 100,00 |
| Eleitorado/Participação | Eleitorado/Participação  | 47 107 | 45,29 / 100,00  |

| Freguesia          | %     | %     | %     | %    | %    | %    | %    | %    | %    | %    | Votantes |
| Freguesia          | MRS   | ASN   | MM    | MBR  | PM   | ES   | VS   | HN   | JS   | CF   | Votantes |
| ------------------ | ----- | ----- | ----- | ---- | ---- | ---- | ---- | ---- | ---- | ---- | -------- |
| Alvor              | 45,35 | 20,76 | 16,99 | 4,58 | 5,11 | 3,73 | 2,53 | 0,62 | 0,04 | 0,27 | 2 284    |
| Mexilhoeira Grande | 38,67 | 26,63 | 15,72 | 5,96 | 3,67 | 5,30 | 2,53 | 0,78 | 0,36 | 0,36 | 1 694    |
| Portimão           | 47,19 | 23,61 | 14,62 | 4,17 | 3,98 | 2,95 | 2,47 | 0,60 | 0,22 | 0,18 | 17 356   |
| Portimão           | 46,31 | 23,55 | 14,96 | 4,36 | 4,08 | 3,00 | 2,70 | 0,61 | 0,22 | 0,21 | 21 334   |

### São Brás de Alportel
| Candidato               | Candidato                | Votos | %               |
| ----------------------- | ------------------------ | ----- | --------------- |
|                         | Marcelo Rebelo de Sousa  | 1 997 | 50,25 / 100,00  |
|                         | António Sampaio da Nóvoa | 893   | 22,47 / 100,00  |
|                         | Marisa Matias            | 513   | 12,91 / 100,00  |
|                         | Maria de Belém Roseira   | 210   | 5,28 / 100,00   |
|                         | Vitorino Silva           | 126   | 3,17 / 100,00   |
|                         | Edgar Silva              | 101   | 2,54 / 100,00   |
|                         | Paulo de Morais          | 85    | 2,14 / 100,00   |
|                         | Henrique Neto            | 34    | 0,86 / 100,00   |
|                         | Cândido Ferreira         | 8     | 0,20 / 100,00   |
|                         | Jorge Sequeira           | 7     | 0,18 / 100,00   |
| Votos Inválidos         | Votos Inválidos          | 131   | 3,19 / 100,00   |
| Total                   | Total                    | 4 105 | 100,00 / 100,00 |
| Eleitorado/Participação | Eleitorado/Participação  | 8 938 | 45,93 / 100,00  |

| Freguesia            | %     | %     | %     | %    | %    | %    | %    | %    | %    | %    | Votantes |
| Freguesia            | MRS   | ASN   | MM    | MBR  | VS   | ES   | PM   | HN   | CF   | JS   | Votantes |
| -------------------- | ----- | ----- | ----- | ---- | ---- | ---- | ---- | ---- | ---- | ---- | -------- |
| São Brás de Alportel | 50,25 | 22,47 | 12,91 | 5,28 | 3,17 | 2,54 | 2,14 | 0,86 | 0,20 | 0,18 | 4 105    |
| São Brás de Alportel | 50,25 | 22,47 | 12,91 | 5,28 | 3,17 | 2,54 | 2,14 | 0,86 | 0,20 | 0,18 | 4 105    |

### Silves
| Candidato               | Candidato                | Votos  | %               |
| ----------------------- | ------------------------ | ------ | --------------- |
|                         | Marcelo Rebelo de Sousa  | 6 002  | 44,23 / 100,00  |
|                         | António Sampaio da Nóvoa | 3 175  | 23,40 / 100,00  |
|                         | Marisa Matias            | 1 944  | 14,32 / 100,00  |
|                         | Edgar Silva              | 830    | 6,12 / 100,00   |
|                         | Maria de Belém Roseira   | 646    | 4,76 / 100,00   |
|                         | Vitorino Silva           | 401    | 2,95 / 100,00   |
|                         | Paulo de Morais          | 398    | 2,93 / 100,00   |
|                         | Henrique Neto            | 99     | 0,73 / 100,00   |
|                         | Cândido Ferreira         | 39     | 0,29 / 100,00   |
|                         | Jorge Sequeira           | 37     | 0,27 / 100,00   |
| Votos Inválidos         | Votos Inválidos          | 387    | 2,77 / 100,00   |
| Total                   | Total                    | 13 958 | 100,00 / 100,00 |
| Eleitorado/Participação | Eleitorado/Participação  | 29 690 | 47,01 / 100,00  |

| Freguesia                  | %     | %     | %     | %    | %    | %    | %    | %    | %    | %    | Votantes |
| Freguesia                  | MRS   | ASN   | MM    | ES   | MBR  | VS   | PM   | HN   | CF   | JS   | Votantes |
| -------------------------- | ----- | ----- | ----- | ---- | ---- | ---- | ---- | ---- | ---- | ---- | -------- |
| Alcantarilha e Pêra        | 50,71 | 21,85 | 12,13 | 3,83 | 4,06 | 2,83 | 3,18 | 1,00 | 0,18 | 0,24 | 1 739    |
| Algoz e Tunes              | 45,40 | 23,13 | 16,05 | 2,30 | 5,23 | 4,33 | 2,43 | 0,54 | 0,32 | 0,27 | 2 279    |
| Armação de Pêra            | 54,59 | 21,06 | 11,82 | 2,24 | 3,53 | 2,47 | 3,00 | 0,88 | 0,24 | 0,18 | 1 729    |
| São Bartolomeu de Messines | 41,48 | 23,57 | 15,17 | 6,69 | 5,69 | 3,11 | 2,86 | 0,84 | 0,31 | 0,28 | 3 341    |
| São Marcos da Serra        | 39,53 | 21,71 | 13,57 | 9,30 | 8,53 | 2,91 | 1,94 | 1,36 | 0,78 | 0,39 | 542      |
| Silves                     | 39,50 | 25,17 | 14,75 | 9,78 | 4,12 | 2,37 | 3,24 | 0,50 | 0,26 | 0,31 | 4 328    |
| Silves                     | 44,23 | 23,40 | 14,32 | 6,12 | 4,76 | 2,95 | 2,93 | 0,73 | 0,29 | 0,27 | 13 958   |

### Tavira
| Candidato               | Candidato                | Votos  | %               |
| ----------------------- | ------------------------ | ------ | --------------- |
|                         | Marcelo Rebelo de Sousa  | 4 874  | 49,27 / 100,00  |
|                         | António Sampaio da Nóvoa | 2 498  | 25,25 / 100,00  |
|                         | Marisa Matias            | 1 252  | 12,66 / 100,00  |
|                         | Maria de Belém Roseira   | 438    | 4,43 / 100,00   |
|                         | Vitorino Silva           | 238    | 2,41 / 100,00   |
|                         | Edgar Silva              | 231    | 2,33 / 100,00   |
|                         | Paulo de Morais          | 231    | 2,33 / 100,00   |
|                         | Henrique Neto            | 84     | 0,85 / 100,00   |
|                         | Cândido Ferreira         | 24     | 0,24 / 100,00   |
|                         | Jorge Sequeira           | 23     | 0,23 / 100,00   |
| Votos Inválidos         | Votos Inválidos          | 250    | 2,47 / 100,00   |
| Total                   | Total                    | 10 143 | 100,00 / 100,00 |
| Eleitorado/Participação | Eleitorado/Participação  | 21 858 | 46,40 / 100,00  |

| Freguesia                        | %     | %     | %     | %    | %    | %    | %    | %    | %    | %    | Votantes |
| Freguesia                        | MRS   | ASN   | MM    | MBR  | VS   | ES   | PM   | HN   | CF   | JS   | Votantes |
| -------------------------------- | ----- | ----- | ----- | ---- | ---- | ---- | ---- | ---- | ---- | ---- | -------- |
| Cachopo                          | 55,81 | 23,79 | 5,24  | 6,74 | 1,50 | 3,75 | 1,50 | 1,50 | 0    | 0    | 274      |
| Conceição e Cabanas de Tavira    | 41,85 | 29,35 | 15,43 | 4,78 | 2,17 | 2,61 | 2,61 | 0,76 | 0,33 | 0,11 | 941      |
| Luz de Tavira e Santo Estêvão    | 48,89 | 23,99 | 13,39 | 4,73 | 3,42 | 2,11 | 1,82 | 0,91 | 0,28 | 0,46 | 1 814    |
| Santa Catarina da Fonte do Bispo | 53,87 | 18,35 | 12,45 | 7,34 | 3,28 | 1,57 | 0,79 | 1,18 | 1,05 | 0,13 | 796      |
| Santa Luzia                      | 48,32 | 23,15 | 12,58 | 4,87 | 2,68 | 4,53 | 2,68 | 0,67 | 0    | 0,50 | 608      |
| Tavira (Santa Maria e Santiago)  | 49,77 | 26,20 | 12,36 | 3,72 | 2,02 | 2,16 | 2,66 | 0,79 | 0,14 | 0,18 | 5 710    |
| Tavira                           | 49,27 | 25,25 | 12,66 | 4,43 | 2,41 | 2,33 | 2,33 | 0,85 | 0,24 | 0,23 | 10 143   |

### Vila do Bispo
| Candidato               | Candidato                | Votos | %               |
| ----------------------- | ------------------------ | ----- | --------------- |
|                         | Marcelo Rebelo de Sousa  | 745   | 41,32 / 100,00  |
|                         | António Sampaio da Nóvoa | 488   | 27,07 / 100,00  |
|                         | Marisa Matias            | 265   | 14,70 / 100,00  |
|                         | Maria de Belém Roseira   | 106   | 5,88 / 100,00   |
|                         | Edgar Silva              | 75    | 4,16 / 100,00   |
|                         | Vitorino Silva           | 64    | 3,55 / 100,00   |
|                         | Paulo de Morais          | 45    | 2,50 / 100,00   |
|                         | Henrique Neto            | 8     | 0,44 / 100,00   |
|                         | Jorge Sequeira           | 4     | 0,22 / 100,00   |
|                         | Cândido Ferreira         | 3     | 0,17 / 100,00   |
| Votos Inválidos         | Votos Inválidos          | 35    | 1,90 / 100,00   |
| Total                   | Total                    | 1 838 | 100,00 / 100,00 |
| Eleitorado/Participação | Eleitorado/Participação  | 3 915 | 46,95 / 100,00  |

| Freguesia                 | %     | %     | %     | %    | %    | %    | %    | %    | %    | %    | Votantes |
| Freguesia                 | MRS   | ASN   | MM    | MBR  | ES   | VS   | PM   | HN   | JS   | CF   | Votantes |
| ------------------------- | ----- | ----- | ----- | ---- | ---- | ---- | ---- | ---- | ---- | ---- | -------- |
| Barão de São Miguel       | 27,54 | 30,43 | 19,57 | 7,97 | 6,52 | 3,62 | 4,35 | 0    | 0    | 0    | 144      |
| Budens                    | 38,74 | 29,41 | 18,05 | 5,07 | 3,25 | 3,85 | 0,61 | 0,61 | 0,20 | 0,20 | 498      |
| Sagres                    | 48,12 | 19,59 | 12,54 | 6,90 | 4,86 | 2,82 | 3,92 | 0,63 | 0,47 | 0,16 | 648      |
| Vila do Bispo e Raposeira | 39,14 | 32,96 | 12,92 | 4,87 | 3,56 | 4,12 | 2,06 | 0,19 | 0    | 0,19 | 548      |
| Vila do Bispo             | 41,32 | 27,07 | 14,70 | 5,88 | 4,16 | 3,55 | 2,50 | 0,44 | 0,22 | 0,17 | 1 838    |

### Vila Real de Santo António
| Candidato               | Candidato                | Votos  | %               |
| ----------------------- | ------------------------ | ------ | --------------- |
|                         | Marcelo Rebelo de Sousa  | 2 623  | 40,35 / 100,00  |
|                         | António Sampaio da Nóvoa | 1 707  | 26,26 / 100,00  |
|                         | Marisa Matias            | 1 040  | 16,00 / 100,00  |
|                         | Edgar Silva              | 505    | 7,77 / 100,00   |
|                         | Maria de Belém Roseira   | 291    | 4,48 / 100,00   |
|                         | Paulo de Morais          | 140    | 2,15 / 100,00   |
|                         | Vitorino Silva           | 139    | 2,14 / 100,00   |
|                         | Henrique Neto            | 34     | 0,52 / 100,00   |
|                         | Cândido Ferreira         | 12     | 0,18 / 100,00   |
|                         | Jorge Sequeira           | 9      | 0,14 / 100,00   |
| Votos Inválidos         | Votos Inválidos          | 119    | 1,80 / 100,00   |
| Total                   | Total                    | 6 619  | 100,00 / 100,00 |
| Eleitorado/Participação | Eleitorado/Participação  | 16 880 | 39,21 / 100,00  |

| Freguesia                  | %     | %     | %     | %     | %    | %    | %    | %    | %    | %    | Votantes |
| Freguesia                  | MRS   | ASN   | MM    | ES    | MBR  | PM   | VS   | HN   | CF   | JS   | Votantes |
| -------------------------- | ----- | ----- | ----- | ----- | ---- | ---- | ---- | ---- | ---- | ---- | -------- |
| Monte Gordo                | 41,30 | 26,00 | 12,79 | 10,69 | 5,03 | 1,26 | 1,89 | 0,52 | 0,31 | 0,21 | 972      |
| Vila Nova de Cacela        | 41,95 | 26,50 | 16,10 | 3,63  | 5,98 | 1,78 | 2,56 | 0,85 | 0,36 | 0,28 | 1 438    |
| Vila Real de Santo António | 39,59 | 26,24 | 16,71 | 8,50  | 3,84 | 2,49 | 2,05 | 0,41 | 0,10 | 0,07 | 4 209    |
| Vila Real de Santo António | 40,35 | 26,26 | 16,00 | 7,77  | 4,48 | 2,15 | 2,14 | 0,52 | 0,18 | 0,14 | 6 619    |